# Kecamatan Cidahu (distrikt i Indonesien, lat -6,76, long 106,73)
Kecamatan Cidahu är ett distrikt i Indonesien.   Det ligger i provinsen Jawa Barat, i den västra delen av landet, 60 km söder om huvudstaden Jakarta.